# Marlon Tuipulotu
Marlon Tuipulotu (Independence, Oregón, 31 de mayo de 1999) es un jugador profesional estadounidense de fútbol americano que se desempeña en la posición de defensive tackle en Philadelphia Eagles, equipo de la National Football League (NFL).

## Carrera
Fue seleccionado en la sexta ronda en la Reunión Anual de Selección de Jugadores de la NFL de 2021. Hizo su debut profesional con el equipo Philadelphia Eagles, donde lleva jugando tres temporadas.